# Witbuikmonarch
De witbuikmonarch (Myiagra albiventris) is een zangvogel uit de familie Monarchidae (monarchen).

## Verspreiding en leefgebied
Deze soort is endemisch op Samoa, een republiek in Polynesië.

## Status
De grootte van de populatie is in 2017 geschat op 14.000-20.000 volwassen vogels. Op de Rode lijst van de IUCN heeft deze soort de status niet bedreigd.